# رودخانه سهرنانا
رودخانه سهرنانا (به لاتین: Saharenana River) یک رود در ماداگاسکار است که در ماداگاسکار واقع شده‌است.